# Let Me Tell Ya 'Bout Root Beer
Let Me Tell Ya 'Bout Root Beer è il primo EP del gruppo musicale statunitense Incubus, pubblicato nel 1995 dalla Baked Goods Yummy Treats.

## Tracce
Lato A
1. New Skin – 3:51

Lato B
1. Azwethinkweiz – 3:48